# Garric de Palestina
El garric de Palestina (Quercus calliprinos), és una espècie d'arbre o arbust del gènere Quercus nativa de l'est de la Conca del Mediterrani i sud-oest d'Àsia des d'algunes parts d'Itàlia fins a Turquia i l'Orient Mitjà.

## Descripció

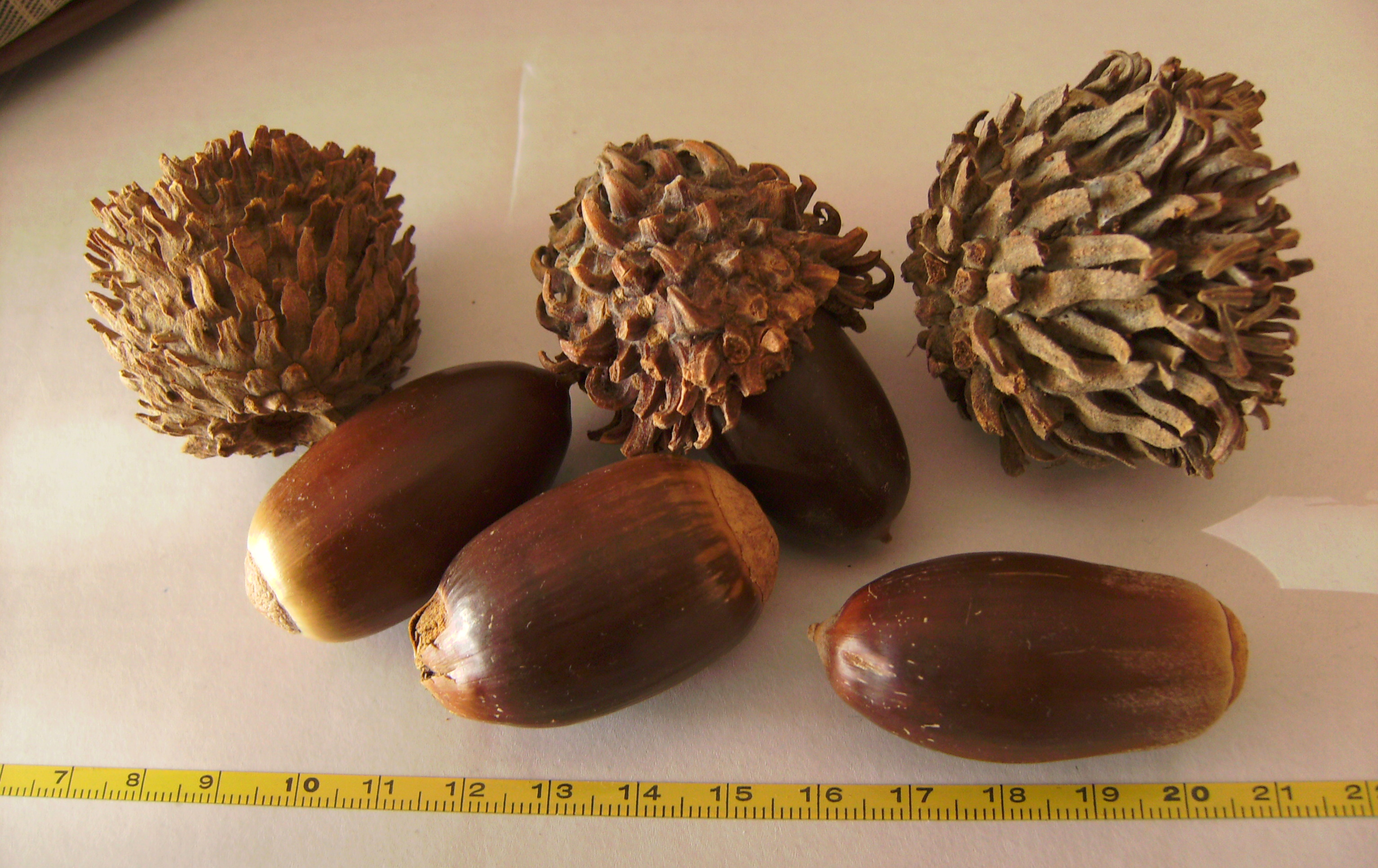
Aglans de Q. calliprinos d'Israel

El Quercus calliprinos és un arbret o un gran arbust de fulla persistent que fa de 5 a 18 m d'alt (sovint només d'1 a 3 m d'alt on se'l mengen les cabres). Té brots i branques joves tomentoses. Les seves fulles són espinoses-serrades de 3–5 cm de llarg i d'1,5–3 cm d'amplada. Les glans madures fan 3–4 cm de llargada i 2–3 cm de diàmetre, estan dins una cúpula amb llargues i denses escates.
El garric de Palestina, Quercus calliprinos, està estretament relacionat amb el garric comú (Quercus coccifera) de l'oest de la Conca del Mediterrani i per part d'alguns botànics se'l tracta com una subespècie o una varietat biològica. El garric comú normalment té forma arbustiva (menor de 10 m d'alçada), els brots són glabres i les seves glans són més petites (de menys de 2 cm de diàmetre) 

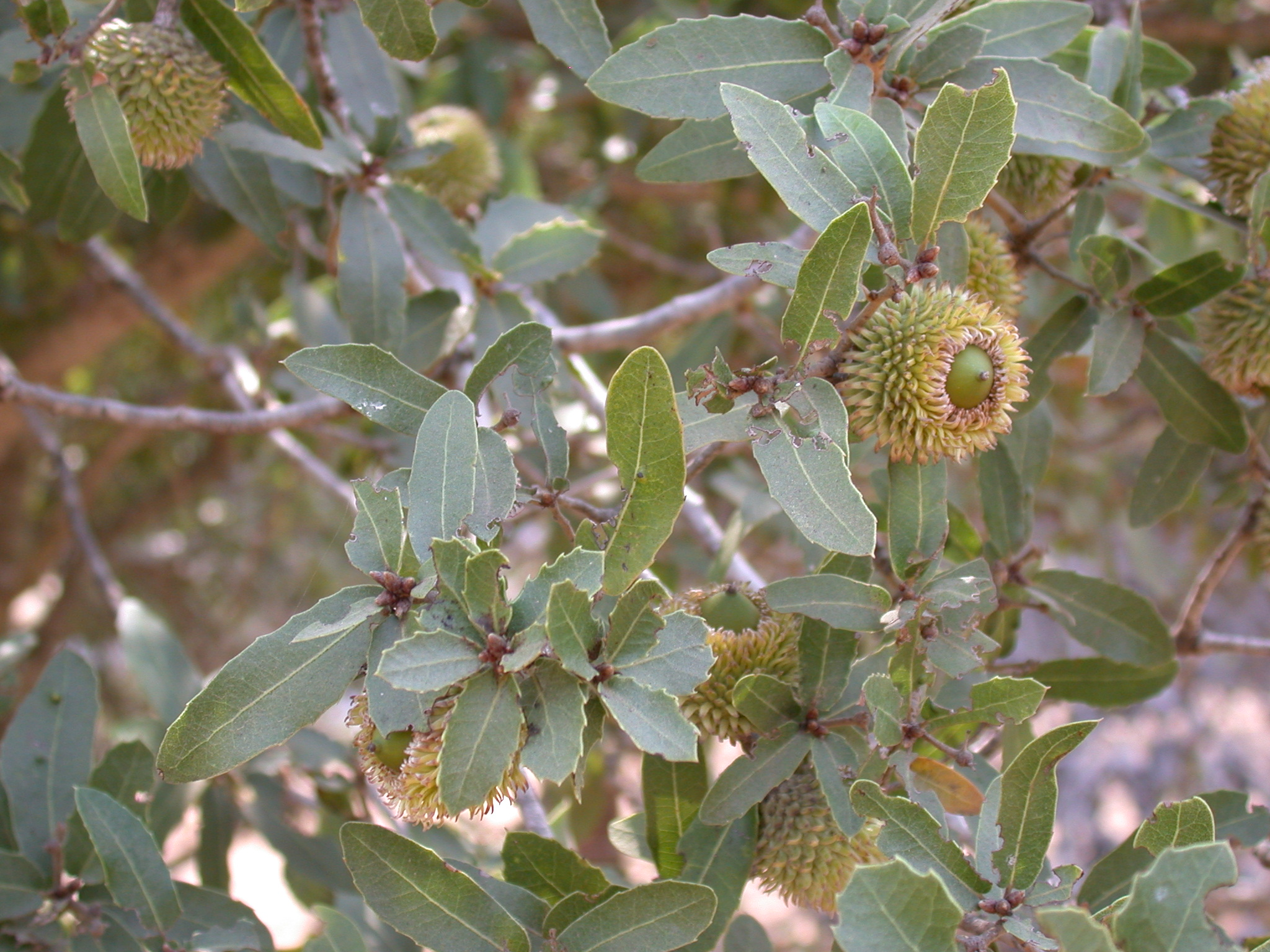
Q.calliprinos, fulles i aglans a l'arbre